# Torbjörn Mårtensson
Pour les articles homonymes, voir Mårtensson.
Torbjörn Mårtensson (né le 17 février 1972) est un athlète suédois, spécialiste du sprint.
Son meilleur temps sur 100 m est de 10 s 32, réalisé à Hambourg en juillet 1997.
Il participe aux Jeux olympiques de 1996, en abaissant en série le record national du relais 4 × 100 m en 38 s 63 à Atlanta (équipe suédoise composée de Peter Karlsson, Torbjörn Mårtensson, Lars Hedner et Patrik Strenius). Ce relais termine 5e de la finale. 